# Ga Kan Kheha

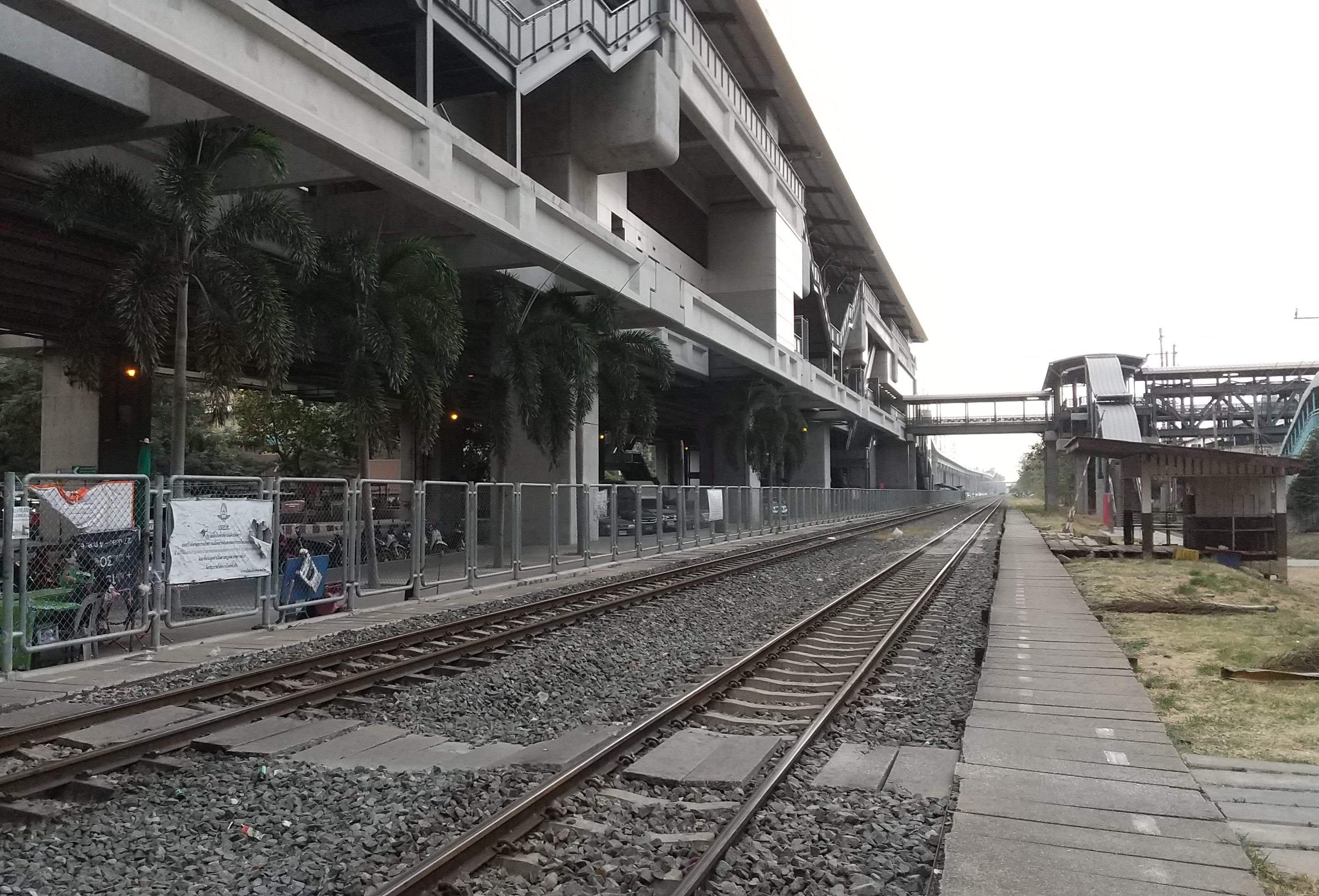
Ga Kan Kheha KM.19 cũ

Ga Kan Kheha (tiếng Thái: สถานีการเคหะ) là một nhà ga đường sắt ở quận Don Mueang, Bangkok. Nó nằm trên Tuyến SRT Đỏ Đậm. Ga Kan Kheha được xây dựng trên nền ga Kan Kheha KM.19 cũ dưới tầng trệt thuộc Tuyến Bắc và Đông Bắc thuộc Đường sắt quốc gia Thái Lan.

## Lịch sử
Nhà ga mở cửa ngày 2 tháng 8 năm 2021 cùng với sự mở cửa của Tuyến SRT Đỏ Đậm. Ga Kan Kheha KM.19 đóng cửa vào ngày 19 tháng 1 năm 2023 sau khi tất cả dịch vụ mở cửa ở đường ray trên cao.